# Saint-Secondin
Saint-Secondin é uma comuna francesa na região administrativa da Nova Aquitânia, no departamento de Vienne. Estende-se por uma área de 38,14 km². Em 2010 a comuna tinha 557 habitantes (densidade: 14,6 hab./km²).